# Zamek Wirtemberg

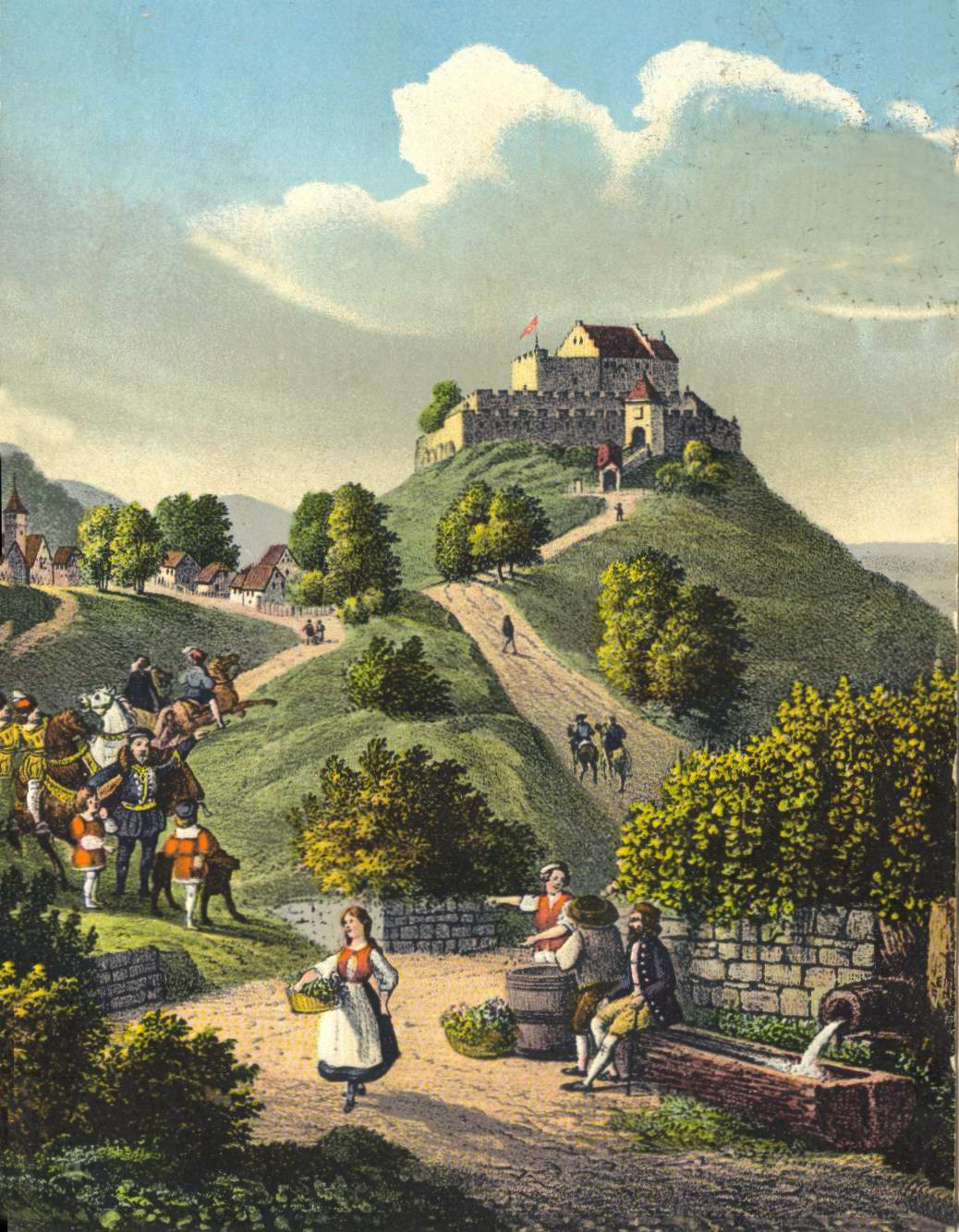
Zamek Wirtemberg w 1600 roku

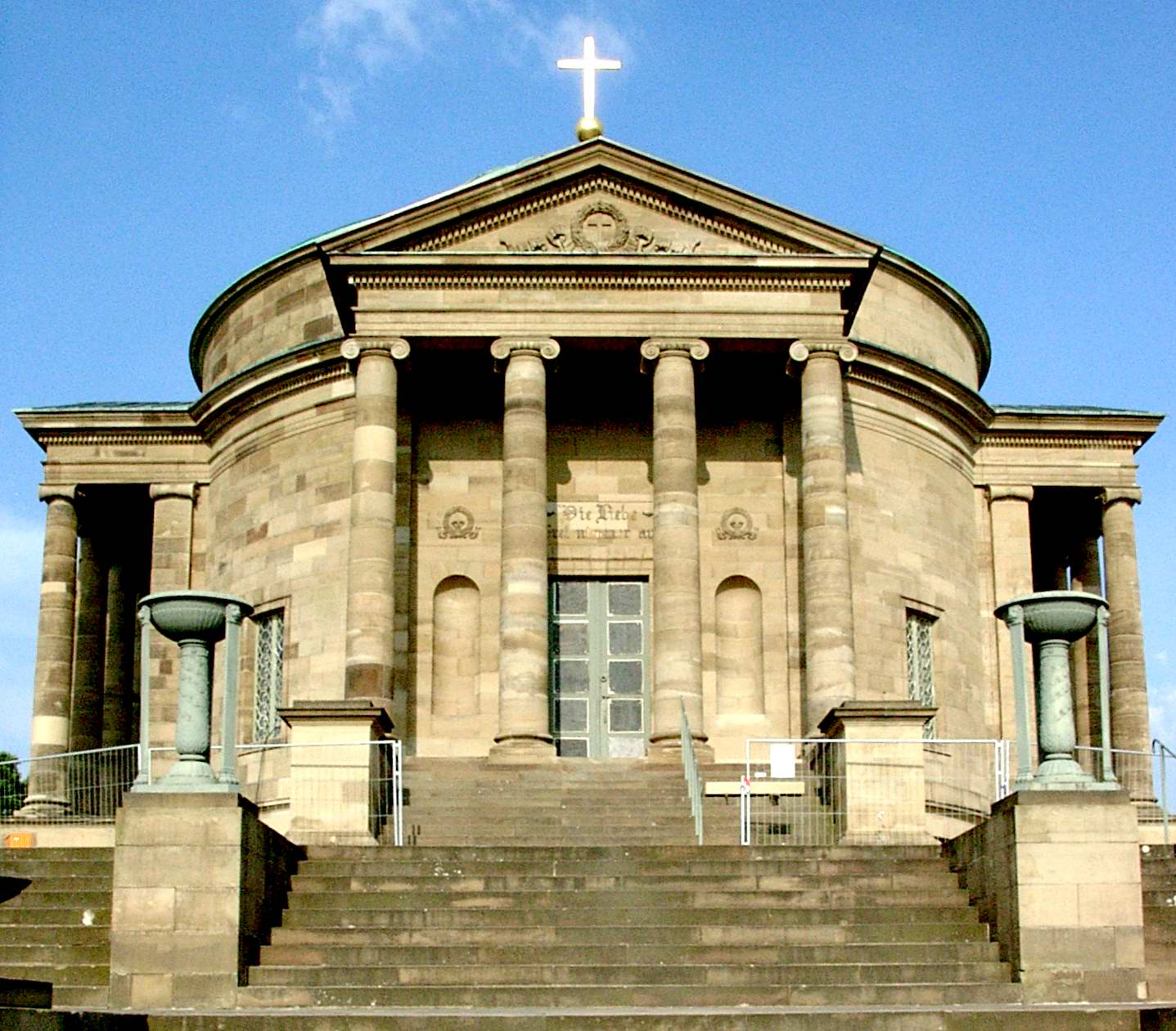
Kaplica-mauzoleum Wirtembergów

Zamek Wirtemberg (niem. Burg Wirtemberg) – zamek należący do władców Wirtembergii znajdujący się obecnie w dzielnicy Stuttgartu – Rotenbergu.
Pierwszy zamek powstał około 1080 roku, wybudowany został przez Konrada I Wirtemberskiego. Między rokiem 1092 a 1495 był siedzibą władców Wirtembergii. Drugi zamek został w 1518 roku zburzony. Budowy trzeciego zamku podjął się książę Ulryk Wirtemberski. W 1819 roku ruiny zamku zostały zamienione na mauzoleum żony króla Wilhelma I – Katarzyny. W latach 1825–1899 kaplica ta była miejscem odprawiania nabożeństw Rosyjskiego Kościoła Prawosławnego, obecnie w święto Zesłania Ducha Świętego odbywają się tu prawosławne uroczystości.